# Rozterk
Rozterk – wieś w Polsce położona w województwie opolskim, w powiecie oleskim, w gminie Praszka.
W latach 1975–1998 miejscowość administracyjnie należała do województwa częstochowskiego.
Rozterk to mała wieś sołecka oddalona o 3 kilometry od Praszki nad rzeką Wyderką. Znajduje się przy drodze drugorzędnej: Praszka-Dalachów. 